# Johann Geisberger
Johann Geisberger (ur. 1912, zm.?) – zbrodniarz hitlerowski, oficer raportowy w obozie koncentracyjnym Flossenbürg i SS-Hauptscharführer.
Członek załogi Flossenbürga od 24 stycznia 1945 do kwietnia 1945 roku. Pełnił służbę kolejno jako blokowy (Blockführer), asystent oficera raportowego i oficer raportowy (Rapportführer). Geisberger brał udział w niemal wszystkich egzekucjach, które miały miejsce w obozie podczas jego pobytu. Sam też wykonywał lub nadzorował wykonywanie okrutnych kar (np. kary 25 kijów) na więźniach.
W pierwszym procesie załogi Flossenbürga przed amerykańskim Trybunałem w Dachau Geisberger skazany został za swoje zbrodnie na dożywotnie pozbawienie wolności.